# Tramlijn 1 (Groningen)
Tramlijn 1 was een geplande tramlijn in de stad Groningen. De lijn zou gaan lopen het van het Hoofdstation naar het Zernikecomplex, en zou het eerste gedeelte worden van het geplande Regiotramnetwerk in en rond de stad Groningen. Deze eerste tramlijn moet de bereikbaarheid van binnenstad en Zernikecomplex verbeteren voor bezoekers, studenten en forensen.
De bouw van de 6,3 km lange trambaan met bovenleiding zou in 2013 beginnen en volgens de planning klaar zijn in 2016. De kosten bedragen ongeveer 170 miljoen euro, en zouden deels betaald worden uit het geld dat Noord-Nederland heeft gekregen ter compensatie van het niet doorgaan van de Zuiderzeelijn. Er zijn ook plannen voor een tweede tramlijn in Groningen: van het Hoofdstation naar het UMCG en recreatiegebied Kardinge. Na de val van het college van B en W van de gemeente Groningen in september 2012 is de aanleg van de RegioTram afgeblazen.